# Kubánskaya
Kubánskaya (del ruso: Куба́нская) es una stanitsa del raión de Apsheronsk del krai de Krasnodar, en Rusia. Está situada en las vertientes septentrionales del Cáucaso Occidental, a orillas del río Psheja, afluente del Bélaya, que lo es del Kubán, 16 km al norte de Apsheronsk y 73 km al sureste de Krasnodar, la capital del krai. Tenía 2 563 habitantes en 2010.
Es cabeza del municipio Kubánskoye, al que pertenecen asimismo Vperiod, Zarechni, Yérik, Kalínina y Malko.

## Historia
La localidad fue fundada en 1863. 

## Transporte
Al sur de la localidad se halla el jútor Yérik, en el que hay una plataforma ferroviaria.